# Animetal Lady Marathon
Animetal Lady Marathon (アニメタル・レディー・マラソン Animetaru Redī Marason?) Es el primer disco de Animetal unido a Animetal Lady, con Mie de Pink Lady como vocalista en lugar de Eizo Sakamoto. Como Animetal Lady, el grupo realiza covers en versión heavy metal de canciones de anime shōjo, anime infantiles, y otras canciones de anime cantadas por mujeres.
Al igual que con los tres primeros álbumes de Animetal, la portada de este álbum cuenta con una figura esquelética, que es una parodia de las mascotas de heavy metal tales como  Eddie the Head de Iron Maiden y Vic Rattlehead de Megadeth. Además, ciertas canciones incorporan arreglos instrumentales de las conocidas canciones de rock y metal. Por ejemplo: "Haikara-san ga Tōru" utiliza una línea de bajo similar a la de "Wrathchild" de Iron Maiden.
Canciones originalmente grabadas en los sencillos "Animetal Lady Sanjō!" (アニメタル・レディー参上！ Animetaru Redī Sanjō!?) Y "Animetal Lady Kenzan!" (アニメタル・レディー見参！ Animetaru Redī Kenzan!?) Se presentan en este álbum.

## Listado de canciones
1. "Theme of Animetal Lady" (アニメタル・レディーのテーマ Animetaru Redī no Tēma?)
2. "Cutie Honey" (キューティーハニー Kyūtī Hanī?)
3. "Bara wa Utsushiku Chiru" (薔薇は美しく散る?  "The Roses Fall Beautifully", The Rose of Versailles)
4. "Princess Knight" (リボンの騎士 Ribon no Kishi?, "Ribbon Knight")
5. "Haikara-san ga Tōru" (はいからさんが通る?  "Here Comes Miss Modern")
  - Incorpora "Wrathchild" de Iron Maiden's
6. "Aim for the Ace!" (エースをねらえ！ Ēsu o Nerae!?)
7. "Theme of Attack No. 1" (アタックNo.1のテーマ Atakku Nanbā Wan no Tēma?)
8. "Theme of Maya the Bee" (みつばちマーヤのテーマ Mitsubachi Māya no Tēma?)
  - Incorpora "Walk This Way" de Aerosmith's
9. "Nee! Moomin" (ねぇ！ムーミン Nee! Mūmin?)
10. "Sukina no Priscilla" (好きなのプリシラ Suki na Purishira?, Calimero)
  - Riff de guitarra al principio de "As Above, So Below" de Yngwie Malmsteen
11. "Ore wa Kaibutsu-kun" (おれは怪物くんだ?)
12. "Oshiete" (おしえて?  "Teach Me", Heidi, Girl of the Alps)
  - Riff de guitarra deriva libremente de "Immigrant Song" de Led Zeppelin
13. "Sōgen no Marco" (草原のマルコ Sōgen no Maruko?, "Marco's Grassland", 3000 Leagues in Search of Mother)
  - Al finalizar la canción incorpora "Fool for Your Loving" de    Whitesnake
14. "Mister Anderson" (ミスター・アンデルセン Misutā Anderusen?, Andersen Monogatari)
  - Incorpora "Smokin' In the Boys Room" de Brownsville Station/Mötley Crüe
15. "Hoshi no Ko Chobin" (星の子チョビン?  Chobin, Child of the Stars)
16. "Akubi Musume" (アクビ娘?  "Sister Akubi", The Genie Family)
17. "Hahaue-sama" (ははうえさま?  Ikkyū-san)
18. "Hana no Ko Lunlun" (花の子ルンルン Hana no Ko Runrun?)
19. "Marvelous Melmo" (ふしぎなメルモ Fushigi na Merumo?)
20. "Mahō no Mako-chan" (魔法のマコちゃん?  Magical Mako-chan)
21. "Majokko Tickle" (魔女っ子チックル Majokko Chikkuru?)
22. "Himitsu no Akko-chan" (ひみつのアッコちゃん?)
23. "Love Love Minky Momo" (ラブ・ラブ・ミンキーモモ Rabu Rabu Minkī Momo?)
24. "Lum's Love Song" (ラムのラブソング Ramu no Rabu Songu?, Urusei Yatsura)
25. "Moonlight Densetsu" (ムーンライト伝説 Mūnraito Densetsu?, "Moonlight Legend", Sailor Moon)
26. "Candy Candy" (キャンディ♥キャンディ Kyandi Kyandi?)
  - Incorpora fragmento de "Adagio", de Yngwie Malmsteen, al principio de la canción
27. "Majokko Megu-chan" (魔女っ子メグちゃん?)
28. "Sally the Witch" (魔法使いサリー Mahōtsukai Sarī?)
  - Versión corta de la canción en las versiones de "Animetal Lady Kenzan!", Con el segundo estribillo reemplazado con un solo de guitarra.
29. "Kabatot no Samba" (カバトットのサンバ Kabatotto no Sanba?)
30. "First Human Gatrus" (はじめ人間ギャートルズ Hajime Ningen Gyātoruzu?)
  - Incorpora "Welcome to the Jungle" de Guns N' Roses' y un solo de guitarra de "Smoke on the Water" de Deep Purple's
31. "Obake no Q-tarō" (オバケのQ太郎 Obake no Kyūtarō?)
32. "Sazae-san" (サザエさん?)
33. "Suki Suki Song" (すきすきソング Suki Suki Songu?, Himitsu no Akko-chan)
  - Incorpora "We Will Rock You" de Queen's, la intro del teclado es de  "Separate Ways (Worlds Apart)" de Journey's y el riff del bajo es de "Phantom of the Opera" de Iron Maiden
34. "Hutch the Honeybee" (みなしごハッチ Minashigo Hatchi?)
35. "Leo no Uta" (レオのうた Reo no Uta?, "Song of Leo", Kimba the White Lion)
36. "Ending Theme of Animetal Lady (Sister Moon)" (アニメタル・レディーのエンディング・テーマ(Sister Moon) Animetaru Redī Endingu Tēma (Sister Moon)?)

## Créditos
- Mie - Voz
- She-Ja (屍忌蛇 Shiija?) - guitarra
- Masaki - bajo

con
- Shinki - Batería
- Yasuhiro Umezawa (梅澤 康博 Umezawa Yasuhiro?) - Batería
- Katsuji - Batería
- Rei Atsumi (厚見 玲衣 Atsumi Rei?) - Teclado
- Kenji Shimizu (清水 賢治 Shimizu Kenji?) - Teclado